# Chehreh
Chehreh (persiska: چهره) är en ort i Iran.   Den ligger i provinsen Mazandaran, i den norra delen av landet, 140 km nordost om huvudstaden Teheran. Chehreh ligger 72 meter över havet och antalet invånare är 744.
Terrängen runt Chehreh är platt åt nordväst, men åt sydost är den kuperad. Runt Chehreh är det ganska glesbefolkat, med 34 invånare per kvadratkilometer. Närmaste större samhälle är Shīr Savār, 15,8 km nordväst om Chehreh. I omgivningarna runt Chehreh växer i huvudsak blandskog.